# Сибиряков, Семён Григорьевич
Семён Григо́рьевич Сибиряко́в (первоначальные имя и фамилия Срул-Мойше Гершевич Бро́верман, в других источниках Браверман; 28 декабря 1888 [9 января 1889], Кишинёв, Бессарабская губерния — 29 мая 1938, по другим данным 23 мая 1942, Москва) — русский советский писатель, анархист.

## Биография
Семён Броверман родился 28 декабря (по старому стилю) 1888 года в Кишинёве в бедной многодетной семье. Окончил 2-классное ремесленное училище, работал слесарем-инструментальщиком. С 1904 года примкнул к анархо-коммунистам, участвовал в революционном движении (псевдонимы «Ермак», «Срулек Кишинёвский»). В 1906 году был арестован в Одессе и выслан в Вологодскую губернию. В 1908 году повторно арестован за подготовку взрывчатых средств, осуждён на 8 лет и 8 месяцев каторжных работ (описано в повести «Взрыв на Свечной»), до 1911 года отбывал наказание в Кишинёве, затем на каторжных работах и в ссылке в Сибири (находился в Иркутской губернии до 1917 года). Вместе с ним по делу о «взрыве на Свечной» проходил и будущий муж его сестры Абрам Гитерман, которому удалось избежать ареста и бежать за границу.
Стихи начал писать в 1908 году в кишинёвской тюрьме (опубликованы в рукописном тюремном журнале «Голота»). Печатался с 1924 года в журналах «Молодая гвардия», «Смена», «Прожектор», «Каторга и ссылка», «ПутиР», «КиС» и других. Был членом литературных групп «Рабочая весна», МАПП (московская ассоциация пролетарских писателей), ВАПП (Всероссийская ассоциация пролетарских писателей). Работал редактором в издательствах «Политкаторжанин», «Детгиз», «Молодая гвардия».
Автор ряда киносценариев, повестей, рассказов, книг «Григорий Иванович Котовский» (1925), «В каменном мешке» (1926), «В борьбе за жизнь» (1927) и других, главным образом основанных на воспоминаниях автора и вышедших в издательстве Всесоюзного общества бывших политкаторжан и ссыльно-поселенцев.
Арестован 28 февраля 1938 года в Москве. Расстрелян 29 мая 1938 года (официальное свидетельство о смерти датировано 23.05.1942).

## Семья
- Сестра — педагог и организатор профессионального образования Ольга Григорьевна Аникст.[4]
  - Племянники — литературовед Александр Абрамович Аникст и геодезист и изобретатель Дмитрий Абрамович Аникст.
- Брат — Мануил Григорьевич Браверман, инженер, профессор Московского инженерно-экономического заочного института, автор книг «Задания по чтению чертежей» (1937), «Краткий курс чтения чертежей» (1937).
- Племянник (сын сестры, Полины Григорьевны Браверман-Швиндлерман, 1896—1962) — химик Григорий Самуилович Швиндлерман (1918—?), известен трудами в области химии пестицидов и гербицидов, выпускник МГУ (1941).

## Книги
- Григорий Иванович Котовский. М.: Издательство Всесоюзного общества политкаторжан и ссыльно-поселенцев, 1925.
- В каменном мешке: рассказы из тюремной жизни. М.: Издательство Всесоюзного общества политкаторжан и ссыльно-поселенцев, 1926 (второе, дополненное издание — там же, 1928).
- В борьбе за жизнь: записки политического ссыльного. М.: Издательство Всесоюзного общества политкаторжан и ссыльно-поселенцев, 1927.
- Бунт: тюремные рассказы. М.: Издательство Всесоюзного общества политкаторжан и ссыльно-поселенцев, 1927 (второе издание — там же, 1928).
- Под липой. М.: Издательство Всесоюзного общества политкаторжан и ссыльно-поселенцев, 1928.
- Прыжок: случай побега из Кишинёвской тюрьмы (1907—1909 гг.). М.: Издательство Всесоюзного общества политкаторжан и ссыльно-поселенцев, 1930.
- По указу его императорского величества. М.: Молодая гвардия, 1931.